# Bundeszentralamt für Steuern
Koordinaten: 50° 44′ 43″ N, 7° 7′ 30″ O
Das Bundeszentralamt für Steuern (BZSt) ist eine deutsche Bundesoberbehörde, die aus dem Bundesamt für Finanzen (BfF), welches 1971 gegründet wurde, hervorgegangen ist. Es ist eine nachgeordnete Behörde im Geschäftsbereich des Bundesministeriums der Finanzen (BMF). Im Jahr 2006 wurde das Bundesamt für Finanzen im Rahmen einer Neustrukturierung in das Bundesamt für zentrale Dienste und offene Vermögensfragen (BADV), das Zentrum für Informationsverarbeitung und Informationstechnik (ZIVIT) und das BZSt aufgeteilt.

## Aufgaben
Das Bundeszentralamt für Steuern (BZSt) nimmt bundesländerübergreifend zentrale steuerliche Aufgaben mit nationalem und internationalem Bezug wahr. Die Behörde ist unter anderem zuständig für
- Abzugsteuern (§ 50a EStG) bei inländischen Einkünften von ausländischen Künstlern, Sportlern, Lizenzgebern und Aufsichtsräten sowie Abzugsteuerentlastung (Freistellungsbescheinigung oder Erstattung)
- Bundesbetriebsprüfung: Mitwirkung bei der Betriebsprüfung von Konzernen und Großunternehmen
- Umsatzsteuerbetrugsbekämpfung
- Verständigungs- und Schiedsverfahren in internationalen Beziehungen
- Zertifizierung von Altersvorsorge- und Basisrentenverträgen
- Verwaltung der Versicherungs- und Feuerschutzsteuer
- Vergabe der Steuer-Identifikationsnummer und Wirtschafts-Identifikationsnummer
- Fachaufsicht über die
  - Durchführung des Familienleistungsausgleichs
  - Durchführung des Rentenbezugsmitteilungsverfahrens
  - Gewährung der Altersvorsorgezulage
- One-Stop-Shop (OSS)
- Vorsteuervergütung
- Internationale Amtshilfe

## Abteilungen
Das BZSt ist in sieben Abteilungen gegliedert.
- Zentralabteilung: Die Zentralabteilung organisiert im Wesentlichen den Betrieb des BZSt. Zu ihr zählen die klassischen Bereiche wie Organisation, Personal, Aus- und Fortbildung, Haushalt und Innerer Dienst.
- Abteilung Steuern N (National): Die Abteilung Steuern N beschäftigt sich mit nationalen Steuerthemen, u. a. Versicherungs- und Feuerschutzsteuer und Vergabe der Steuerlichen-Identifikationsnummer.

- Abteilung Steuern U (Umsatzsteuer): Die Abteilung Steuern U beschäftigt sich mit Themen rund um die Umsatzsteuer, u. a. Umsatzsteuerkontrollverfahren und Umsatzsteueramtshilfe.
- Sondereinheit: Die Sondereinheit umfasst die Gruppen Kapitalmarkt und Internationaler Informationsaustausch. Die Gruppe Kapitalmarkt befasst sich mit der Entlastung Kapitalertragssteuer nach §§ 50c, 50d EStG, Investmentsteuer, Cum-Ex und umfasst die zentrale Stelle für Bußgeld und Strafsachen (Bustra), sowie das Informations- und Analysezentrum Kapitalertragssteuer. Die Gruppe Internationaler Informationsaustausch befasst sich mit der Auswertung grenzüberschreitender Steuergestaltungen, dem internationalen Automatischen Informationsaustausch, internationaler Amtshilfe und beherbergt die Informationszentrale für steuerliche Auslandsbeziehungen (IZA).
- Bundesbetriebsprüfung: Die Bundesbetriebsprüfung besteht aus einer Abteilung gegliedert in fünf Kooperationsbereiche mit insgesamt 32 Referaten. Darunter sind 27 fachlich abgegrenzte Prüfungsreferate, vier Streitbeilegungsreferate (Verständigungsverfahren, Schiedsverfahren, Advance Pricing Agreement APA) sowie einem Referat für Zentrales Betriebsprüfungsmanagement. Die Prüfungsreferate sind überwiegend nach Branchen gegliedert. Ausnahmen hiervon bestehen für Lohnsteuer-Außenprüfungen, die Versicherung- und Feuerschutzsteuer sowie die IT-Fachprüfung.[3]

## Personal und Ausbildung
Das BZSt beschäftigt 2400 Beamte und Tarifbeschäftigte.
Die Laufbahnen für die Beamten gliedern sich wie im übrigen Bundesdienst: Eine Tätigkeit im BZSt erfolgt
- im mittleren Dienst nach zweijähriger Ausbildung zum Finanzwirt oder nach Übernahme von anderen Behörden,
- im gehobenen Dienst nach dreijähriger Ausbildung zum Diplom-Finanzwirt (FH) oder zum Diplom-Verwaltungswirt mit Schwerpunkt Verwaltungsinformatik (FH). Eine Übernahme von anderen Behörden ist ebenso möglich.
- im höheren Dienst nach abgeschlossenem Hochschulstudium (vorzugsweise der Rechtswissenschaften).

Finanzwirt
Die Laufbahnausbildung für den mittleren Dienst im BZSt erfolgt bei den Landesfinanzverwaltungen Baden-Württemberg, Brandenburg, Niedersachsen oder Rheinland-Pfalz. Während der Ausbildung sind die Auszubildenden Beamte auf Widerruf und führen die Dienstbezeichnung Steuersekretäranwärter. Nach erfolgreichem Abschluss als Finanzwirt ist eine Verwendung als Steuersekretär in allen Abteilungen des BZSt möglich.
Diplom-Finanzwirt
Die Laufbahnausbildung für den gehobenen Dienst zum Diplom-Finanzwirt (FH) im BZSt erfolgt bei den Landesfinanzverwaltungen aller Bundesländer (außer Berlin, Hamburg, Saarland und Sachsen-Anhalt). Während des Studiums sind die Studierenden Beamte auf Widerruf und führen die Dienstbezeichnung Finanzanwärter. Nach erfolgreichem Abschluss als Diplom-Finanzwirt (FH) ist eine Verwendung als Steuerinspektor in allen Abteilungen des BZSt möglich.
Verwaltungsinformatik
Die Laufbahnausbildung Verwaltungsinformatik (VIT) für den gehobenen Dienst zum Diplom-Verwaltungswirt – mit Schwerpunkt Verwaltungsinformatik (FH) im BZSt erfolgt an der Hochschule des Bundes für öffentliche Verwaltung in Brühl und Münster. In Brühl, am zentralen Lehrbereich wird das sechsmonatige Grundstudium absolviert und mit einer Zwischenprüfung abgeschlossen. Anschließend wenden die Studierenden das Wissen in verschiedenen Praxisphasen im BZSt an und studieren während den Hauptstudiumsabschnitten 1–3 am Fachbereich Finanzen (BWZ: Berufs- und Wissenschaftszentrum der Bundesfinanzverwaltung in Münster). Während des Studiums sind die Studierenden Beamte auf Widerruf und führen die Dienstbezeichnung Technischer Regierungsoberinspektoranwärter (TROIAnw). Nach erfolgreichem Abschluss als Diplom-Verwaltungswirt – mit Schwerpunkt Verwaltungsinformatik (FH) ist eine Verwendung als Technischer Regierungsoberinspektor (TROI) (Eingangsamt A10) in vielen Abteilungen, zum einen in der Zentralabteilung und zum anderen in den verschiedenen Steuerabteilungen des BZSt möglich.

## Präsidenten
- 2008–2011: Gabriele Hahn
- 2011–2018: Eberhard Petersen
- 2018–2023: Maren Kohlrust-Schulz
- seit dem 1. November 2023: Brigitte Vossebürger

Das Amt der Behördenleiterin/des Behördenleiters ist in Besoldungsgruppe B 8 der Bundesbesoldungsordnung B eingruppiert. Die Behördenleiterin/der Behördenleiter führt die Amtsbezeichnung Präsidentin/Präsident.

## Dienststellen

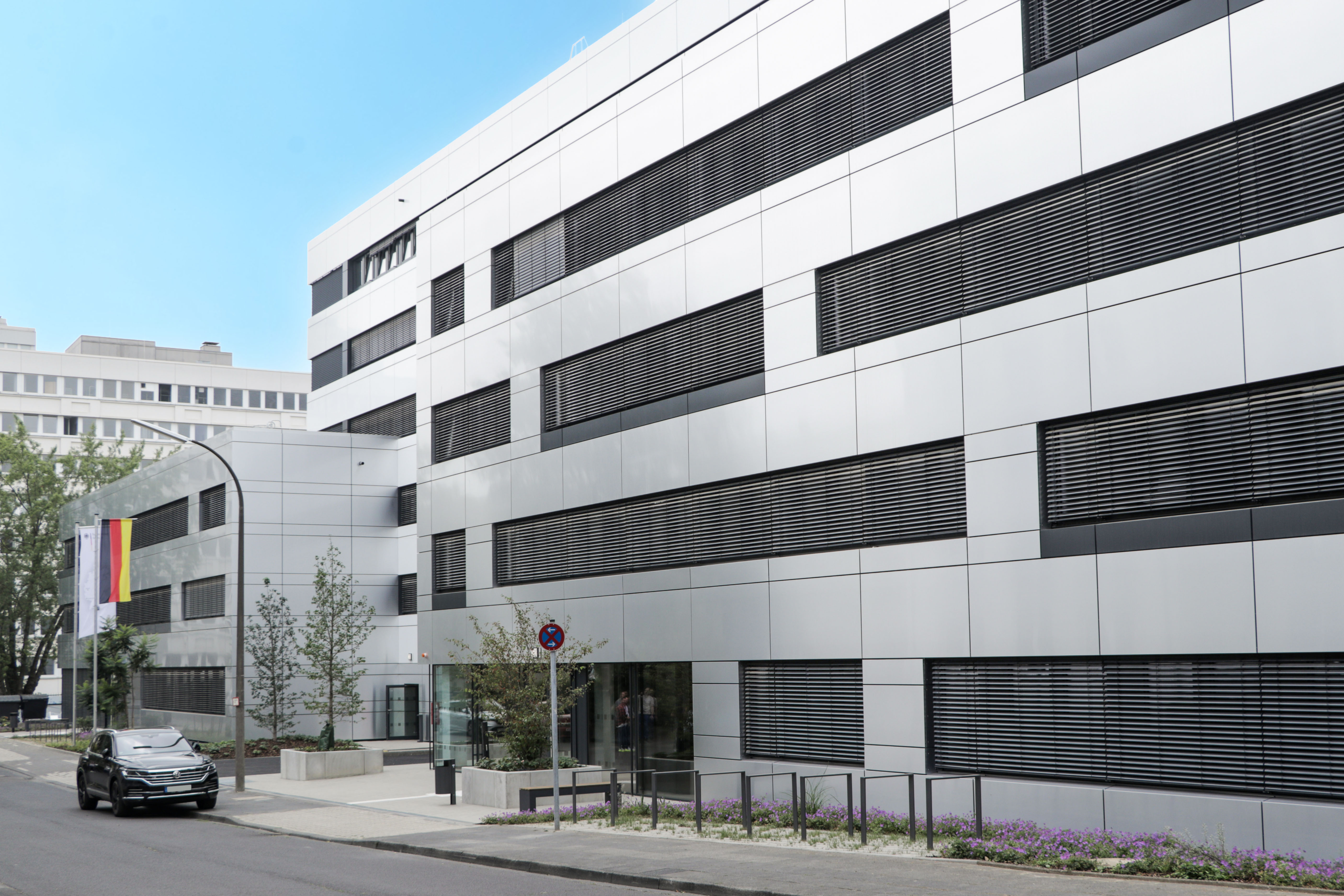
Dienststelle des Bundeszentralamts für Steuern in Bonn, An der Küppe 1 53225 Bonn (2023), Haus I

Der Hauptsitz der Behörde befindet sich in Bonn-Beuel (An der Küppe 1). Weitere Dienstsitze befinden sich in Berlin, Saarlouis und in Schwedt an der Oder.